# Ursula Walk
Ursula Walk, geb. Hebekäuser (* 20. Januar 1925; † 26. April 2016) war die erste Programmiererin für Computer in Deutschland nach dem Zweiten Weltkrieg. Sie wurde 1948 von Konrad Zuse im Zuse-Ingenieurbüro Hopferau als Programmiererin für die Rechenmaschine Z4 eingestellt. Dort erstellte sie Rechenpläne im Code der Z4 auf 35-mm-Filmstreifen.

## Leben
Ursula Walk arbeitete zunächst als technische Zeichnerin und war während des Zweiten Weltkriegs bei Krupp tätig. Nach Kriegsende konnte sie ihre Arbeit dort jedoch nicht fortsetzen. 1948 erhielt sie das Angebot, im Zuse-Ingenieurbüro Hopferau als Programmiererin für die Rechenmaschine Z4 zu arbeiten, das sie annahm.
In ihrer neuen Rolle erstellte sie Rechenpläne im Code der Z4 auf 35-mm-Filmstreifen und übernahm das Löten der Relais des Z4.
Ursula Walk beendete ihre berufliche Laufbahn, als ihr erstes Kind geboren wurde.

### Relevanz ihrer Arbeit
Ursula Walk gilt als eine Pionierin der Computergeschichte in Deutschland. Bemerkenswert ist, dass die ersten Programmierarbeiten in Deutschland ausschließlich von Frauen ausgeführt wurden. Trotz ihrer bedeutenden Rolle wurde ihr erst später bewusst, dass sie an einem revolutionären Projekt mitgearbeitet hatte.